# Myton (Utah)
Myton es una ciudad del condado de Duchesne, estado de Utah, Estados Unidos. Según el censo de 2000 la población era de 539 habitantes.

## Geografía
Myton se encuentra en las coordenadas 40°11′47″N 110°3′51″O / 40.19639, -110.06417.
Según la oficina del censo de Estados Unidos, la ciudad tiene una superficie total de 2,6 km². No tiene superficie cubierta de agua.
- Datos: Q482393
- Multimedia: Myton, Utah / Q482393